# Pekayon (Sukadiri)
Pekayon is een bestuurslaag in het regentschap Tangerang van de provincie Banten, Indonesië. Pekayon telt 9082 inwoners (volkstelling 2010).